# Frente Popular de Azauade
Frente Popular de Azauade (em francês:  Front populaire de l'Azawad, FPA) é um movimento político e militar ativo no norte do Mali, surgido em setembro de 2012 a partir de uma cisão do Movimento Nacional de Libertação do Azauade (MNLA).

## Criação
A Frente Popular de Azauade foi fundada no início de setembro de 2012 pelo coronel Hassan Ag Mehdi, conhecido como "Jimmy rebelle", um ex-coronel da alfândega maliana que se separou do MNLA, no qual havia se juntado alguns meses antes. Hassan Ag Mehdi, em seguida, toma uma posição contra a independência de Azauade reivindicada pelo MNLA e declara-se "aberto ao diálogo com o Mali" e que "o FPA quer oferecer ajuda a todas as sensibilidades do Mali, Governo, MNLA, MUJAO, Ansar Dine... para resolver a situação que prevalece no norte do Mali".

## Afiliação
Em 2014, a Frente Popular de Azauade aderiu à Coordenação dos Movimentos de Azauade, mas retirou-se em 29 de novembro de 2014. Posteriormente, junta-se à Plataforma dos Movimentos de Autodefesa.
Em 11 de novembro de 2017, a FPA e outros grupos aderiram à Coordination des mouvements de l’entente (CME) 

## Efetivos
Em 2015, Hassan Ag Mehdi afirma ser o líder de 2.000 combatentes, 60% dos quais são ex-soldados do Mali baseados nas regiões de Gao e Tombouctou. Este número é provavelmente exagerado, uma vez que a FPA é considerada um grupo menor no norte do Mali.